# Edvige di Dabo
Edvige di Dabo, o anche Heilwige o Hedwige, anche di Dagsburg (980 circa – 1046), è stata una contessa francese, figlia di Luigi di Dabo, conte di Dagsbourg e di Giuditta di Oehningen.

## Biografia
Nell'anno 1000 sposò Ugo IV di Nordgau, conte di Nordgau (Bassa Alsazia), il che permise a quest'ultimo di consolidare il suo potere in Alsazia.
Il 21 giugno 1002 diede alla luce un figlio maschio, Bruno, che diventerà vescovo di Toul e nel 1049 diventerà papa con il nome di Leone IX.
Il nome di Edvige di Dabo e del marito, conte Ugo IV, resterà associato al castello di Alto-Eguisheim (Alto Reno), forse il più antico castello di Alsazia ancora integro. Edvige fondò nel 1046, presso Reiningue (Alto-Reno), un monastero doppio, il monastero di Oelenberg, che divenne monastero semplice dopo la partenza delle religiose per Cernay nel 1273.